# Coppa Italia 1940-1941
La Coppa Italia 1940-1941 fu l'8ª edizione del torneo calcistico. Iniziò il 22 settembre 1940 e si concluse il 15 giugno 1941.
L'Italia era da poco entrata in guerra ma il calcio non si fermava. La nuova edizione della coppa nazionale fu sorprendentemente vinta da un arrembante Venezia che ottenne quello che ancora oggi è il pezzo più brillante della sua bacheca. I neroverdi batterono nella doppia finale la Roma, ma il grande colpo l'avevano fatto nei quarti quando erano andati a sbancare il campo del Bologna fresco vincitore dello scudetto. Nella squadra veneta militavano due giovani assi che avrebbero trovato gloria – ma anche una tragica fine – nel Grande Torino del dopoguerra: il fiumano Ezio Loik e il milanese Valentino Mazzola.

## Squadre partecipanti
Di seguito l'elenco delle squadre partecipanti.

### Serie A
| - Ambrosiana-Inter - Atalanta - Bari - Bologna | - Fiorentina - Genova 1893 - Juventus - Lazio | - Livorno - Milano - Napoli - Novara | - Roma - Torino - Triestina - Venezia |

### Serie B
| - Alessandria - Anconitana-Bianchi - Brescia - Fanfulla - Liguria | - Lucchese Libertas - Macerata - Modena - Padova - Pisa | - Pro Vercelli - Reggiana - Savona - Siena | - Spezia - Udinese - Verona - Vicenza |

### Serie C
| - Acqui - Foligno - Alba Motor - Albenga - Alfa Romeo - Fano - Amatori Bologna - Ampelea - Montevarchi - Arezzo - Armando Diaz - Ascoli - Asti - Audace SME - Aullese - Baracca Lugo - Baratta Battipaglia - Belluno - Biellese - Brindisi - CRDA Monfalcone - Cantù - Caratese - Carpi - Carrarese P. Binelli - Casale - Casalini - Catania - Cavese - Cecina - Chieti | - Civitavecchiese - Como - Cosenza - Crema - Cremonese - Cuneo - Cusiana - Entella - Falck - Ferrara - Fiumana - Foggia - Forlì - Forlimpopoli - Forte dei Marmi - Gallaratese - Galliate - G. Corradini Suzzara - Grion Pola - Gubbio - Ilva Bagnolese - Ilva Savona - Imolese - Teramo - Italo Gambacciani - Juventina Palermo - Juventus Domo - Lanciano - Lanerossi Schio - L'Aquila - Lecce | - Lecco - Legnano - Libertas Rimini - Littorio Rivarolo - Borzacchini Terni - Manlio Cavagnaro - Mantova - Marzotto Valdagno - MATER - Meda - Messina - Mestre - Molfetta - Molinella - Monza - Parma - Pavese Luigi Belli - Perugia - Pescara - Piacenza - Pieris - Pinerolo - Pirelli - Pistoiese - Pontedera - Ponziana - Potenza - Prato - Pro Gorizia - Pro Italia | - Pro Palazzolo - Pro Patria - Pro Ponte - Rapallo - Ravenna - Redaelli - Rovigo - Salernitana - Sambenedettese - Sandonà 1922 - San Giovanni Valdarno - Sanremese - Saviglianese - Savoia - Seregno - Le Signe - Siracusa - Sora - Stabia - Supertessile Rieti - Taranto - Tiferno - Trani - Treviso - Vado - Valpolcevera - Varazze - Varese - Vigevano - Vis Pesaro |

## Date
| Fase        | Turno                         | Andata                         |
| ----------- | ----------------------------- | ------------------------------ |
| Preliminari | Qualificazioni Serie C        | 22 - 24 settembre 1940         |
| Preliminari | Qualificazioni Serie C (rip.) | 26 settembre 1940              |
| Preliminari | 1º turno                      | 29 settembre 1940              |
| Preliminari | Qualificazioni Serie B        | 29 settembre 1940              |
| Preliminari | 1º turno (rip.)               | 3 ottobre 1940                 |
| Preliminari | 2º turno                      | 6 - 13 ottobre 1940            |
| Preliminari | 3º turno                      | 30 novembre - 26 dicembre 1940 |
| Fase Finale | Sedicesimi                    | 11 - 15 maggio 1941            |
| Fase Finale | Ottavi                        | 17 - 22 maggio 1941            |
| Fase Finale | Ottavi (rip.)                 | 22 maggio 1941                 |
| Fase Finale | Quarti                        | 25 maggio 1941                 |
| Fase Finale | Semifinali                    | 1º giugno 1941                 |
| Fase Finale | Semifinali (rip.)             | 5 giugno 1941                  |
| Fase Finale | Finali (andata)               | 8 giugno 1941                  |
| Fase Finale | Finali (ritorno)              | 15 giugno 1941                 |

## Fase preliminare

### Qualificazioni Serie C
A questa fase presero parte 116 delle 122 squadre di Serie C. Baratta Battipaglia, Carpi, CRDA Monfalcone, Ilva Savona, Juventina Palermo e Messina furono ammesse automaticamente al turno successivo in seguito a un sorteggio.
| Squadra 1                  | Risultato    | Squadra 2              |
| -------------------------- | ------------ | ---------------------- |
| 22 settembre 1940          |              |                        |
| Treviso                    | 2 – 0        | Belluno                |
| Grion Pola                 | 2 – 1        | Ampelea                |
| Ponziana                   | 1 – 2        | Fiumana                |
| Mestre                     | 2 – 1        | San Donà               |
| Pro Gorizia                | 3 – 0        | Pieris                 |
| Ferrara                    | 0 – 4        | Rovigo                 |
| Lanerossi Schio            | 0 – 1        | Marzotto Valdagno      |
| Audace                     | 1 – 2        | Mantova                |
| Pro Ponte                  | 2 – 3        | Casalini               |
| Parma                      | 3 – 1        | G. Corradini Suzzara   |
| Falck                      | 0 – 0 (dts)  | Alfa Romeo             |
| Cremonese                  | 1 – 0        | Redaelli               |
| Vigevano                   | 0 – 2 (tav.) | Pirelli                |
| Pro Palazzolo              | 8 – 1        | Monza                  |
| Crema                      | 1 – 0        | Piacenza               |
| Biellese                   | 1 – 1 (dts)  | Casale                 |
| Juventus Domo              | 4 – 2        | Cusiana                |
| Legnano                    | 1 – 3        | Meda                   |
| Lecco                      | 2 – 1        | Cantù                  |
| Pro Patria                 | 1 – 0        | Pavese Luigi Belli     |
| Seregno                    | 1 – 0        | Varese                 |
| Gallaratese                | 2 – 0        | Galliate               |
| Caratese                   | 0 – 1        | Como                   |
| Cuneo                      | 3 – 1        | Varazze                |
| Vado                       | forfait      | Acqui                  |
| Rapallo                    | 4 – 0        | Littorio Rivarolo      |
| Sanremese                  | 1 – 0        | Albenga                |
| Asti                       | 3 – 2        | Pinerolo               |
| Saviglianese               | 2 – 3        | Valpolcevera           |
| Prato                      | 7 – 1        | Montevarchi            |
| Carrarese Pietrino Binelli | 4 – 0        | Cecina                 |
| Pontedera                  | 4 – 1        | Aullese                |
| Italo Gambacciani          | 4 – 1        | Forte dei Marmi        |
| Signe                      | 5 – 2        | San Giovanni Valdarno  |
| Arezzo                     | 6 – 0        | Tiferno                |
| Forlì                      | 2 – 0        | Ravenna                |
| Molinella                  | 4 – 0        | Imolese F.Zardi        |
| Baracca Lugo               | 2 – 3        | Forlimpopoli           |
| Pescara                    | 3 – 0        | Lanciano               |
| Borzacchini Terni          | 4 – 2 (dts)  | Alba Motor             |
| Perugia                    | 4 – 0        | L'Aquila               |
| Taranto                    | 4 – 2        | Cosenza                |
| Interamnia Teramo          | 3 – 1        | Chieti                 |
| Sambenedettese             | 1 – 0        | Alma Juventus Fano     |
| Vis Pesaro                 | 7 – 1        | Gubbio                 |
| Libertas Rimini            | 7 – 0        | Ascoli                 |
| MATER                      | 2 – 0        | Civitavecchiese        |
| Supertessile Rieti         | 6 – 1        | Aeronautica Umbra S.A. |
| Ilva Bagnolese             | 5 – 0        | Sora                   |
| Salernitana                | 4 – 1        | Stabia                 |
| Foggia                     | 1 – 0        | Armando Diaz           |
| Trani                      | 1 – 3        | Molfetta               |
| Catania                    | 0 – 2 (tav.) | Siracusa               |
| Lecce                      | 1 – 0        | Brindisi               |
| Amatori Bologna            | forfait      | Pistoiese              |
| Manlio Cavagnaro           | forfait      | Entella                |
| Potenza                    | forfait      | Pro Italia Taranto     |
| 24 settembre 1940          |              |                        |
| Cavese                     | 2 – 4        | Savoia                 |

#### Ripetizioni
| Squadra 1         | Risultato | Squadra 2 |
| ----------------- | --------- | --------- |
| 26 settembre 1940 |           |           |
| Alfa Romeo        | 2 – 0     | Falck     |
| Casale            | 2 – 1     | Biellese  |

### Primo turno eliminatorio
A questa fase presero parte le vincitrici del turno precedente, più le 8 squadre ammesse automaticamente per sorteggio.
| Squadra 1           | Risultato    | Squadra 2                  |
| ------------------- | ------------ | -------------------------- |
| 29 settembre 1940   |              |                            |
| Grion Pola          | 0 – 1        | Fiumana                    |
| Pro Gorizia         | 0 – 0 (dts)  | C.R.D.A. Monfalcone        |
| Mestre              | 1 – 2        | Marzotto Valdagno          |
| Rovigo              | 3 – 2        | Treviso                    |
| Mantova             | 1 – 3        | Casalini                   |
| Parma               | 2 – 1        | Cremonese                  |
| Crema               | 1 – 0        | Alfa Romeo                 |
| Pro Palazzolo       | 2 – 3        | Pirelli                    |
| Meda                | 2 – 4        | Juventus Domo              |
| Gallaratese         | 0 – 0 (dts)  | Casale                     |
| Pro Patria          | 2 – 0        | Seregno                    |
| Lecco               | 1 – 0        | Como                       |
| Rapallo             | 1 – 2        | Sanremese                  |
| Manlio Cavagnaro    | 3 – 1        | Cuneo                      |
| Acqui               | 1 – 0        | Asti                       |
| Valpolcevera        | 4 – 2        | Ilva Savona                |
| Arezzo              | 4 – 2        | Pontedera                  |
| Prato               | 5 – 2        | Italo Gambacciani          |
| Carpi               | 0 – 1        | Amatori Bologna            |
| Signe               | 4 – 3        | Carrarese Pietrino Binelli |
| Forlimpopoli        | 1 – 3        | Libertas Rimini            |
| Pescara             | 2 – 0        | Interamnia Teramo          |
| Vis Pesaro          | 4 – 0        | Sambenedettese             |
| Forlì               | 4 – 1        | Molinella                  |
| Perugia             | 5 – 1        | MATER                      |
| Borzacchini Terni   | 1 – 0        | Supertessile Rieti         |
| Savoia              | 0 – 1        | Salernitana                |
| Baratta Battipaglia | 2 – 1        | Ilva Bagnolese             |
| Potenza             | 1 – 2        | Foggia                     |
| Juventina Palermo   | 2 – 0 (tav.) | Messina                    |
| Molfetta            | 5 – 1        | Lecce                      |
| Taranto             | 3 – 0        | Siracusa                   |

#### Ripetizioni
| Squadra 1           | Risultato   | Squadra 2   |
| ------------------- | ----------- | ----------- |
| 3 ottobre 1940      |             |             |
| C.R.D.A. Monfalcone | 4 – 2       | Pro Gorizia |
| Casale              | 5 – 1 (dts) | Gallaratese |

### Secondo turno eliminatorio
Partecipano le 32 vincitrici del turno precedente.
| Squadra 1         | Risultato | Squadra 2           |
| ----------------- | --------- | ------------------- |
| 6 ottobre 1940    |           |                     |
| Marzotto Valdagno | 3 – 1     | Rovigo              |
| Parma             | 2 – 1     | Crema               |
| Pro Patria        | 3 – 2     | Juventus Domo       |
| Lecco             | 0 – 2     | Casale              |
| Manlio Cavagnaro  | 2 – 0     | Valpolcevera        |
| Sanremese         | 2 – 1     | Acqui               |
| Prato             | 0 – 1     | Amatori Bologna     |
| Arezzo            | 5 – 2     | Signe               |
| Pescara           | 1 – 0     | Vis Pesaro          |
| Forlì             | 3 – 2     | Libertas Rimini     |
| Salernitana       | 4 – 0     | Baratta Battipaglia |
| Borzacchini Terni | 3 – 2     | Perugia             |
| Molfetta          | 2 – 1     | Foggia              |
| Taranto           | 0 – 1     | Juventina Palermo   |
| 13 ottobre 1940   |           |                     |
| Fiumana           | 4 – 0     | C.R.D.A. Monfalcone |
| Pirelli           | 3 – 2     | Casalini            |

### Qualificazioni Serie B
Quattro squadre di Serie B (Fanfulla, Liguria, Pro Vercelli e Reggiana) furono sorteggiate per disputare un turno di qualificazione e determinare le ultime due squadre della serie cadetta che avrebbero partecipato al terzo turno eliminatorio.
| Squadra 1         | Risultato   | Squadra 2    |
| ----------------- | ----------- | ------------ |
| 29 settembre 1940 |             |              |
| Reggiana          | 2 – 3 (dts) | Fanfulla     |
| Liguria           | 3 – 0       | Pro Vercelli |

### Terzo turno eliminatorio
Partecipano le 16 squadre vincitrici del secondo turno eliminatorio, le due vincitrici del turno di qualificazione per la Serie B e le restanti 14 squadre della serie cadetta.
| Squadra 1          | Risultato | Squadra 2         |
| ------------------ | --------- | ----------------- |
| 30 novembre 1940   |           |                   |
| Casale             | 4 – 0     | Modena            |
| 1º dicembre 1940   |           |                   |
| Anconitana-Bianchi | 8 – 1     | Molfetta          |
| Brescia            | 3 – 1     | Alessandria       |
| Fiumana            | 3 – 1     | Pirelli           |
| Forlì              | 2 – 3     | Fanfulla          |
| Lucchese Libertas  | 6 – 2     | Manlio Cavagnaro  |
| Verona             | 3 – 1     | Vicenza           |
| Macerata           | 1 – 2     | Siena             |
| Padova             | 6 – 1     | Marzotto Valdagno |
| Pro Patria         | 5 – 0     | Amatori Bologna   |
| Salernitana        | 3 – 0     | Pescara           |
| Borzacchini Terni  | 4 – 1     | Juventina Palermo |
| Udinese            | 4 – 1     | Parma             |
| 25 dicembre 1940   |           |                   |
| Savona             | 3 – 0     | Arezzo            |
| Spezia             | 4 – 3     | Pisa              |
| 26 dicembre 1940   |           |                   |
| Liguria            | 7 – 0     | Sanremese         |

## Fase a eliminazione dai sedicesimi di finale
Ai 16 vincitori del terzo turno eliminatorio si aggiungono tutte le 16 squadre di Serie A.
|  | Sedicesimi di finale | Sedicesimi di finale | Sedicesimi di finale |  |  | Ottavi di finale | Ottavi di finale | Ottavi di finale |            |   | Quarti di finale | Quarti di finale | Quarti di finale |          |   | Semifinali | Semifinali | Semifinali |         |   | Finale | Finale | Finale | Finale | Finale |  |
|  |                      |                      |                      |  |  |                  |                  |                  |            |   |                  |                  |                  |          |   |            |            |            |         |   |        |        |        |        |        |  |
|  | Pro Patria           | Pro Patria           | 0                    |  |  |                  |                  |                  |            |   |                  |                  |                  |          |   |            |            |            |         |   |        |        |        |        |        |  |
|  | Lucchese             | Lucchese             | 1                    |  |  | Lucchese         | Lucchese         | 1                |            |   |                  |                  |                  |          |   |            |            |            |         |   |        |        |        |        |        |  |
|  | Padova               | Padova               | 6                    |  |  | Padova           | Padova           | 3                |            |   |                  |                  |                  |          |   |            |            |            |         |   |        |        |        |        |        |  |
|  | Salernitana          | Salernitana          | 1                    |  |  |                  |                  |                  |            |   | Padova           | Padova           | 1                |          |   |            |            |            |         |   |        |        |        |        |        |  |
|  | Torino (1)           | Torino (1)           | 2                    |  |  |                  |                  | Torino           | Torino     | 3 |                  |                  |                  |          |   |            |            |            |         |   |        |        |        |        |        |  |
|  | Napoli (1)           | Napoli (1)           | 1                    |  |  | Torino           | Torino           | 5                |            |   |                  |                  |                  |          |   |            |            |            |         |   |        |        |        |        |        |  |
|  | Atalanta (2)         | Atalanta (2)         | 2                    |  |  | Brescia          | Brescia          | 2                |            |   |                  |                  |                  |          |   |            |            |            |         |   |        |        |        |        |        |  |
|  | Brescia (2)          | Brescia (2)          | 4                    |  |  |                  |                  |                  |            |   | Torino (1)       | Torino (1)       | 0                |          |   |            |            |            |         |   |        |        |        |        |        |  |
|  | Roma                 | Roma                 | 6                    |  |  |                  |                  |                  |            |   |                  |                  | Roma (1)         | Roma (1) | 1 |            |            |            |         |   |        |        |        |        |        |  |
|  | Fanfulla             | Fanfulla             | 1                    |  |  | Roma (2)         | Roma (2)         | 2                |            |   |                  |                  |                  |          |   |            |            |            |         |   |        |        |        |        |        |  |
|  | Bari                 | Bari                 | 0                    |  |  | Novara (2)       | Novara (2)       | 0                |            |   |                  |                  |                  |          |   |            |            |            |         |   |        |        |        |        |        |  |
|  | Novara               | Novara               | 2                    |  |  |                  |                  |                  |            |   | Roma             | Roma             | 4                |          |   |            |            |            |         |   |        |        |        |        |        |  |
|  | Fiorentina           | Fiorentina           | 1                    |  |  |                  |                  | Fiorentina       | Fiorentina | 1 |                  |                  |                  |          |   |            |            |            |         |   |        |        |        |        |        |  |
|  | Liguria              | Liguria              | 0                    |  |  | Fiorentina       | Fiorentina       | 5                |            |   |                  |                  |                  |          |   |            |            |            |         |   |        |        |        |        |        |  |
|  | Ambrosiana-Inter     | Ambrosiana-Inter     | 0                    |  |  | Juventus         | Juventus         | 3                |            |   |                  |                  |                  |          |   |            |            |            |         |   |        |        |        |        |        |  |
|  | Juventus             | Juventus             | 2                    |  |  |                  |                  |                  |            |   | Roma             | Roma             | 3                | 0        | 3 |            |            |            |         |   |        |        |        |        |        |  |
|  | Siena (0)            | Siena (0)            | 3                    |  |  |                  |                  |                  |            |   |                  |                  |                  |          |   |            |            | Venezia    | Venezia | 3 | 1      | 4      |        |        |        |  |
|  | Bologna (0)          | Bologna (0)          | 6                    |  |  | Bologna          | Bologna          | 3                |            |   |                  |                  |                  |          |   |            |            |            |         |   |        |        |        |        |        |  |
|  | Livorno              | Livorno              | 2                    |  |  | Livorno          | Livorno          | 1                |            |   |                  |                  |                  |          |   |            |            |            |         |   |        |        |        |        |        |  |
|  | Savona               | Savona               | 0                    |  |  |                  |                  |                  |            |   | Bologna          | Bologna          | 3                |          |   |            |            |            |         |   |        |        |        |        |        |  |
|  | Venezia              | Venezia              | 3                    |  |  |                  |                  | Venezia          | Venezia    | 4 |                  |                  |                  |          |   |            |            |            |         |   |        |        |        |        |        |  |
|  | Borzacchini Terni    | Borzacchini Terni    | 0                    |  |  | Venezia          | Venezia          | 5                |            |   |                  |                  |                  |          |   |            |            |            |         |   |        |        |        |        |        |  |
|  | Udinese              | Udinese              | 4                    |  |  | Udinese          | Udinese          | 0                |            |   |                  |                  |                  |          |   |            |            |            |         |   |        |        |        |        |        |  |
|  | Verona               | Verona               | 0                    |  |  |                  |                  |                  |            |   | Venezia          | Venezia          | 3                |          |   |            |            |            |         |   |        |        |        |        |        |  |
|  | Fiumana              | Fiumana              | 2                    |  |  |                  |                  |                  |            |   |                  |                  | Lazio            | Lazio    | 1 |            |            |            |         |   |        |        |        |        |        |  |
|  | Genova 1893          | Genova 1893          | 1                    |  |  | Fiumana          | Fiumana          | 0                |            |   |                  |                  |                  |          |   |            |            |            |         |   |        |        |        |        |        |  |
|  | Spezia               | Spezia               | 1                    |  |  | Spezia           | Spezia           | 1                |            |   |                  |                  |                  |          |   |            |            |            |         |   |        |        |        |        |        |  |
|  | Anconitana-Bianchi   | Anconitana-Bianchi   | 0                    |  |  |                  |                  |                  |            |   | Spezia           | Spezia           | 2                |          |   |            |            |            |         |   |        |        |        |        |        |  |
|  | Casale               | Casale               | 1                    |  |  |                  |                  | Lazio            | Lazio      | 5 |                  |                  |                  |          |   |            |            |            |         |   |        |        |        |        |        |  |
|  | Milano               | Milano               | 5                    |  |  | Milano           | Milano           | 0                |            |   |                  |                  |                  |          |   |            |            |            |         |   |        |        |        |        |        |  |
|  | Triestina            | Triestina            | 1                    |  |  | Lazio            | Lazio            | 2                |            |   |                  |                  |                  |          |   |            |            |            |         |   |        |        |        |        |        |  |
|  | Lazio                | Lazio                | 2                    |  |  |                  |                  |                  |            |   |                  |                  |                  |          |   |            |            |            |         |   |        |        |        |        |        |  |

### Sedicesimi di finale
| Arbitro: | Scorzoni (Bologna) |

|  |           |                      |
|  | Marcatori | 8’ Borel 79’ Gabetto |

| Arbitro: | Donati (Milano) |

|                                     |           |                     |
| Tabanelli 5’ Ciancamerla 49’ (rig.) | Marcatori | 14’ Gei 45’ Messora |

| Bari 11 maggio 1941 Sedicesimi di finale | Bari | 0 – 2 (tav.) per rinuncia del Bari. | Novara |  |

| Arbitro: | Ciamberlini (Genova) |

|                |           |                                                    |
| Schiavetta 55’ | Marcatori | 12’, 44’ Cappello 23’ Degli Esposti 52’, 73’ Boffi |

| Arbitro: | Bernardi (Bologna) |

|                  |           |  |
| Di Benedetti 70’ | Marcatori |  |

| Arbitro: | Bellè (Venezia) |

|                    |           |               |
| Quaresima 24’, 68’ | Marcatori | 70’ Michelini |

| Arbitro: | Buratti (Milano) |

|                 |           |  |
| Zironi 65’, 87’ | Marcatori |  |

| Arbitro: | Magnoni (Milano) |

|                                                       |           |             |
| Biraghi 5’, 44’ Formentin 20’, 30’ Di Prisco 25’, 85’ | Marcatori | 75’ Dalfini |

| Arbitro: | Silvano (Torino) |

|  |           |               |
|  | Marcatori | 66’ Guerrieri |

| Arbitro: | Scotti (Taranto) |

|                                                                |           |               |
| Coscia 24’ Pantó 48’, 90’ De Grassi 56’ Amadei 77’ (rig.), 84’ | Marcatori | 73’ Subinaghi |

| Arbitro: | Martelli (Livorno) |

|            |           |  |
| Tossio 42’ | Marcatori |  |

| Arbitro: | Limido (Milano) |

|                       |           |            |
| Cappellini 38’ (aut.) | Marcatori | 13’ Quario |

| Arbitro: | Galeati (Bologna) |

|             |           |                           |
| Ferrari 15’ | Marcatori | 67’ Romagnoli 79’ Flamini |

| Arbitro: | Venutti (Trieste) |

|                                        |           |  |
| Del Medico 29’, 46’, 65’ D'Odorico 85’ | Marcatori |  |

| Arbitro: | Poggipollini (Ferrara) |

|                              |           |  |
| Alberti 19’ Pernigo 68’, 88’ | Marcatori |  |

| Arbitro: | Fois (Roma) |

|              |           |             |
| Polacchi 83’ | Marcatori | 80’ Ferrari |

| Siena 15 maggio 1941 Sedicesimi di finale | Siena            | 0 – 0 (d.t.s.) referto | Bologna | Stadio Rino Daus (4 000 spett.)\| Arbitro: \| Moretti (Genova) \| |
| Arbitro:                                  | Moretti (Genova) |                        |         |                                                                   |

| Arbitro: | Carpani (Milano) |

|                                  |           |                                     |
| Albini 29’ Gei 63’ Dusi 78’, 82’ | Marcatori | 35’ Pagliano 59’ (rig.) Ciancamerla |

| Arbitro: | Dattilo (Roma) |

|                |           |                                     |
| Cappellini 89’ | Marcatori | 78’ Michelini 83’ (rig.) Piacentini |

| Arbitro: | Dellarole (Vercelli) |

|                                                              |           |                             |
| Biavati 8’, 39’ Reguzzoni 54’ (rig.) Puricelli 67’, 71’, 73’ | Marcatori | 50’, 59’ Polacchi 88’ Boldi |

#### Tabella riassuntiva
| Squadra 1        | Risultato   | Squadra 2          |
| ---------------- | ----------- | ------------------ |
| 11 maggio 1941   |             |                    |
| Ambrosiana-Inter | 0 - 2       | Juventus           |
| Atalanta         | 2 - 2 (dts) | Brescia            |
| Bari             | forfait     | Novara             |
| Casale           | 1 - 5       | Milano             |
| Fiorentina       | 1 - 0       | Liguria            |
| Fiumana          | 2 - 1       | Genova 1893        |
| Livorno          | 2 - 0       | Savona             |
| Padova           | 6 - 1       | Salernitana        |
| Pro Patria       | 0 - 1       | Lucchese Libertas  |
| Roma             | 6 - 1       | Fanfulla           |
| Spezia           | 1 - 0       | Anconitana-Bianchi |
| Torino           | 1 - 1 (dts) | Napoli             |
| Triestina        | 1 - 2       | Lazio              |
| Udinese          | 4 - 0       | Verona             |
| Venezia          | 3 - 0       | Borzacchini Terni  |
| 15 maggio 1941   |             |                    |
| Siena            | 0 - 0 (dts) | Bologna            |

#### Ripetizioni
| Squadra 1      | Risultato | Squadra 2 |
| -------------- | --------- | --------- |
| 15 maggio 1941 |           |           |
| Brescia        | 4 - 2     | Atalanta  |
| Napoli         | 1 - 2     | Torino    |
| 18 maggio 1941 |           |           |
| Bologna        | 6 - 3     | Siena     |

### Ottavi di finale
| Arbitro: | Curradi (Firenze) |

|                  |           |                         |
| Krieziu 49’, 82’ | Marcatori | 1’ Zanetti 10’ Calzolai |

| Arbitro: | Scorzoni (Bologna) |

|                                                             |           |                                       |
| Penzo 6’ Menti 61’ (rig.) Morisco 68’, 70’ Di Benedetti 80’ | Marcatori | 25’ Gabetto 26’ Borel 77’ (rig.) Rava |

| Arbitro: | Venutti (Trieste) |

|  |           |           |
|  | Marcatori | 97’ Lippi |

| Arbitro: | Galeati (Bologna) |

|                |           |                                          |
| Bonistalli 11’ | Marcatori | 7’ (rig.) Rocco 16’ Di Prisco 62’ Chinol |

| Arbitro: | Zelocchi (Modena) |

|  |           |                            |
|  | Marcatori | 6’ Romagnoli 51’ Gualtieri |

| Arbitro: | Ciamberlini (Genova) |

|                                                    |           |                         |
| Michelini 4’ Petron 40’, 60’ Ganelli 41’ Capri 46’ | Marcatori | 63’, 84’ (rig.) Buzzoni |

| Arbitro: | Tassini (Verona) |

|                                                           |           |  |
| Alberico 17’, 67’ Loik 22’ Alberti 43’ (rig.) Mazzola 85’ | Marcatori |  |

| Arbitro: | Saracini (Ancona) |

|                                   |           |         |
| Sdraulig 37’, 119’ Puricelli 115’ | Marcatori | 5’ Stua |

| Arbitro: | Scarpi (Dolo) |

|             |           |                       |
| Calzolai 4’ | Marcatori | 34’ Coscia 43’ Amadei |

#### Tabella riassuntiva
| Squadra 1         | Risultato   | Squadra 2 |
| ----------------- | ----------- | --------- |
| 17 maggio 1941    |             |           |
| Roma              | 2 - 2 (dts) | Novara    |
| 18 maggio 1941    |             |           |
| Fiorentina        | 5 - 3       | Juventus  |
| Fiumana           | 0 - 1 (dts) | Spezia    |
| Lucchese Libertas | 1 - 3       | Padova    |
| Milano            | 0 - 2       | Lazio     |
| Torino            | 5 - 2       | Brescia   |
| Venezia           | 5 - 0       | Udinese   |
| 22 maggio 1941    |             |           |
| Bologna           | 3 - 1 (dts) | Livorno   |

#### Ripetizioni
| Squadra 1      | Risultato    | Squadra 2 |
| -------------- | ------------ | --------- |
| 22 maggio 1941 |              |           |
| Novara         | 0 - 2 (tav.) | Roma      |

### Quarti di finale
| Arbitro: | Pizziolo (Firenze) |

|                                        |           |                                       |
| Puricelli 32’, 66’ Sdraulig 70’ (rig.) | Marcatori | 5’ Loik 31’ Alberico 40’, 75’ Pernigo |

| Arbitro: | Galeati (Bologna) |

|             |           |                                      |
| Biraghi 88’ | Marcatori | 10’ Petron 24’ Michelini 28’ Ganelli |

| Arbitro: | Barlassina (Novara) |

|                                      |           |           |
| Amadei 4’ Pantó 71’ Krieziu 77’, 84’ | Marcatori | 79’ Poggi |

| Arbitro: | Curradi (Firenze) |

|                   |           |                                                        |
| Costanzo 79’, 82’ | Marcatori | 3’, 54’ Romagnoli 27’ Vettraino 57’ Pisa 89’ Gualtieri |

#### Tabella riassuntiva
| Squadra 1      | Risultato | Squadra 2  |
| -------------- | --------- | ---------- |
| 25 maggio 1941 |           |            |
| Bologna        | 3 - 4     | Venezia    |
| Padova         | 1 - 3     | Torino     |
| Roma           | 4 - 1     | Fiorentina |
| Spezia         | 2 - 5     | Lazio      |

### Semifinali
| Arbitro: | Ciamberlini (Genova) |

|           |           |           |
| Capri 64’ | Marcatori | 46’ Pantó |

| Arbitro: | Galeati (Bologna) |

|                                      |           |               |
| Alberti 14’ Mazzola 48’ Alberico 52’ | Marcatori | 20’ Vettraino |

| Arbitro: | Galeati (Bologna) |

|             |           |  |
| Krieziu 75’ | Marcatori |  |

#### Tabella riassuntiva
| Squadra 1      | Risultato   | Squadra 2 |
| -------------- | ----------- | --------- |
| 1º giugno 1941 |             |           |
| Torino         | 1 - 1 (dts) | Roma      |
| Venezia        | 3 - 1       | Lazio     |

#### Ripetizioni
| Squadra 1     | Risultato | Squadra 2 |
| ------------- | --------- | --------- |
| 5 giugno 1941 |           |           |
| Roma          | 1 - 0     | Torino    |

### Finale

#### Andata
| Arbitro: | Curradi (Firenze) |

| |            | |
| Amadei 14’, 16’, 19’ | Marcatori  | 37’ Mazzola 63’ Diotalevi 68’ Alberti |
| Guido Masetti Luigi Brunella Mario Acerbi Paolo Jacobini Aldo Donati Giuseppe Bonomi Naim Krieziu Ermes Borsetti Amedeo Amadei Aristide Coscia Miguel Ángel Pantó | Formazioni | Giorgio Fioravanti Gian Emilio Piazza Silvio Di Gennaro Víctor Tortora Sandro Puppo Lidio Stefanini Giovanni Alberti Ezio Loik Alfredo Diotalevi Valentino Mazzola Lanfranco Alberico |
| Alfréd Schaffer | Allenatori | Giovanni Battista Rebuffo |

#### Ritorno
| Arbitro: | Scorzoni (Bologna) |

| |            | |
| Loik 72’ | Marcatori  | |
| Giorgio Fioravanti Gian Emilio Piazza Silvio Di Gennaro Víctor Tortora Sandro Puppo Lidio Stefanini Giovanni Alberti Ezio Loik Alfredo Diotalevi Valentino Mazzola Lanfranco Alberico | Formazioni | Guido Masetti Luigi Brunella Mario Acerbi Paolo Jacobini Aldo Donati Giuseppe Bonomi Naim Krieziu Ermes Borsetti Amedeo Amadei Aristide Coscia Miguel Ángel Pantó |
| Giovanni Battista Rebuffo | Allenatori | Alfréd Schaffer |

#### Tabella riassuntiva
| Squadra 1 | Totale | Squadra 2 | Andata | Ritorno |
| --------- | ------ | --------- | ------ | ------- |
| Roma      | 3-4    | Venezia   | 3-3    | 0-1     |

## Record
- Maggior numero di partite giocate: Roma (8)
- Maggior numero di vittorie: Fiumana, Venezia (5)
- Maggior numero di vittorie in trasferta: Lazio (3)
- Miglior attacco: Roma, Venezia (19)
- Partita con maggiore scarto di reti: Pro Palazzolo - Monza 8 - 1, Libertas Rimini - Ascoli 7 - 0, Anconitana-Bianchi - Molfetta 8 - 1, Liguria - Sanremese 7 - 0 (7)
- Partita con più reti: Pro Palazzolo - Monza 8 - 1, Anconitana-Bianchi - Molfetta 8 - 1, Bologna - Siena 6 - 3 (9)
- Partita con più spettatori:
- Partita con meno spettatori:
- Totale spettatori e (media partita):
- Totale gol segnati: 610
- Media gol partita: 3,81
- Incontri disputati: 160

## Classifica marcatori
| Gol | Rigori |  | Giocatore          | Squadra            |
| --- | ------ |  | ------------------ | ------------------ |
| 7   |        |  | Giuseppe Ostromann | Borzacchini Terni  |
| 6   | 1      |  | Amedeo Amadei      | Roma               |
| 6   |        |  | Leonardo Gambaro   | Arezzo             |
| 6   |        |  | Héctor Puricelli   | Bologna            |
| 6   |        |  | Bruno Quaresima    | Fiumana            |
| 6   | 1      |  | Luigi Torti        | Anconitana-Bianchi |